# Ophionephthys limicola
Ophionephthys limicola är en ormstjärneart som beskrevs av Christian Frederik Lütken 1869. Ophionephthys limicola ingår i släktet Ophionephthys och familjen trådormstjärnor. Inga underarter finns listade i Catalogue of Life.